# チャールズ・グリフィン
チャールズ・グリフィン（英: Charles Griffin、1825年12月18日 - 1867年9月15日）は、アメリカ合衆国陸軍の職業軍人であり、南北戦争では北軍の将軍だった。ポトマック軍の軍団長にまで昇進し、東部戦線の多くの重要な作戦で戦った。
戦後のレコンストラクション時代にテキサス軍管区を指揮した。急進派共和党の議会政策や解放奴隷の権利を熱心に支持し、テキサス州では戦前の多くの州役職者の参政権を取り上げ、その後釜に忠実な連邦支持者を据えたことで議論を呼んだ。

## 生い立ちと初期の経歴
チャールズ・グリフィンは1825年12月18日に、オハイオ州グランビルで、アポロス・グリフィンの息子として生まれた。近くのガンビアにあるケニオン大学に入学し、1847年にウェストポイントの陸軍士官学校を、38人のクラスの23番目で卒業した。卒業時に名誉少尉に任官され、米墨戦争の最終段階ではアメリカ第2砲兵隊に従軍した。
1849年に中尉に昇進し、ニューメキシコ準州でナバホ族インディアンと戦い、1854年、アメリカ合衆国南西部のフロンティアを離れた。その後はウェストポイントで砲兵戦術を教え、南部州がアメリカ合衆国から脱退を始めた後はすぐに、士官学校の卒業生から砲兵大隊を結成した。

## 南北戦争

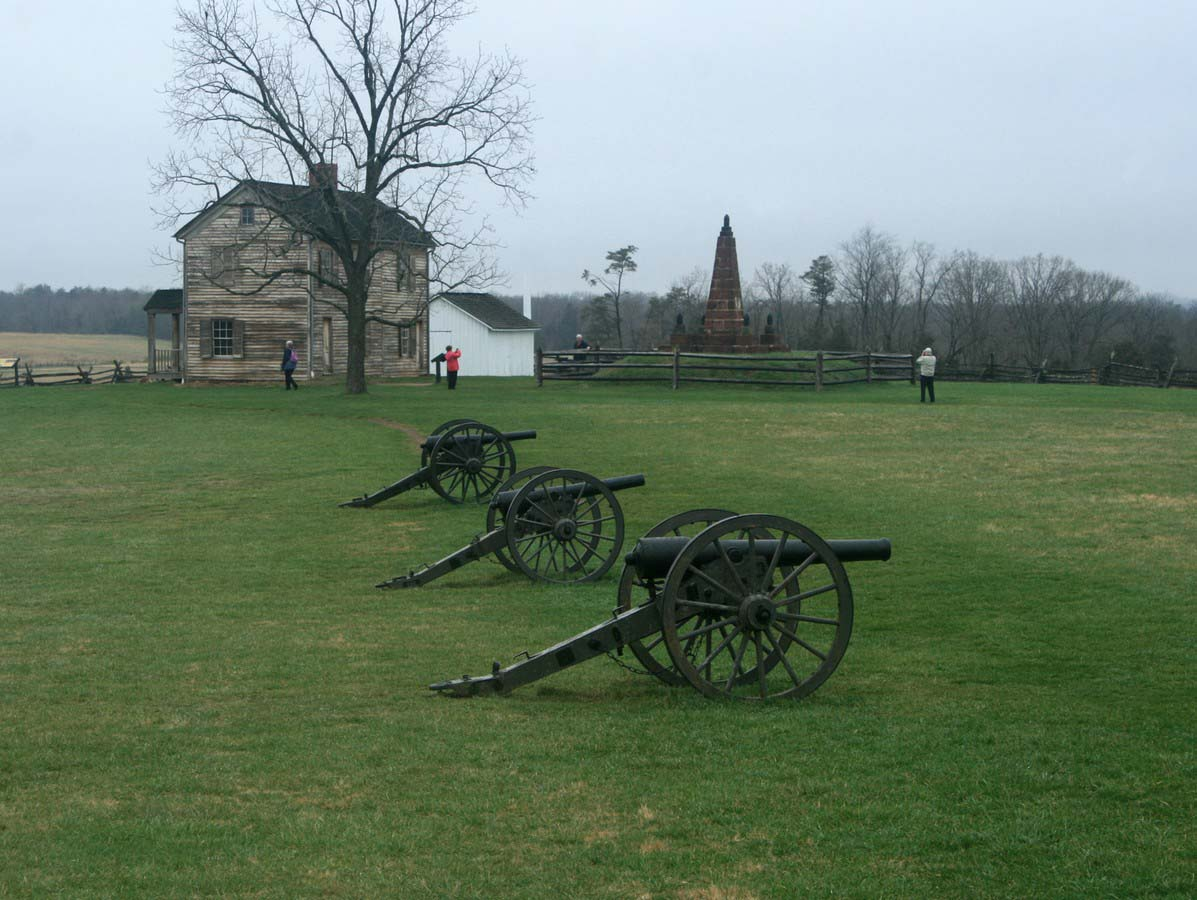
ブルラン戦場跡に置かれているグリフィン砲兵隊の大砲

1861年7月、第一次ブル・ランの戦いでグリフィン大尉は「ウェストポイント大隊」（正式にはアメリカ第5砲兵隊D大隊）を率いた。グリフィンは軍隊から短期間の休暇を得て、1861年12月10日、メリーランド州の著名な家族の子女であるサリー・キャロルと結婚した。
1862年の半島方面作戦の初期段階では自分の大隊を指揮した。同年6月12日に志願兵の准将に昇進し、6月9日付とされ、さらに歩兵旅団長に指名された。ゲインズミルの戦いやマルバーンヒルの戦いで功績を挙げた。第二次ブルランの戦いの時には、その旅団が予備隊で置かれた。アンティータムの戦いでは短時間の戦闘に関わっただけだった。グリフィンの怒りっぽい性格のために上官と喧嘩することも多かったが、その指導力が優れていたので着実に昇進していった。

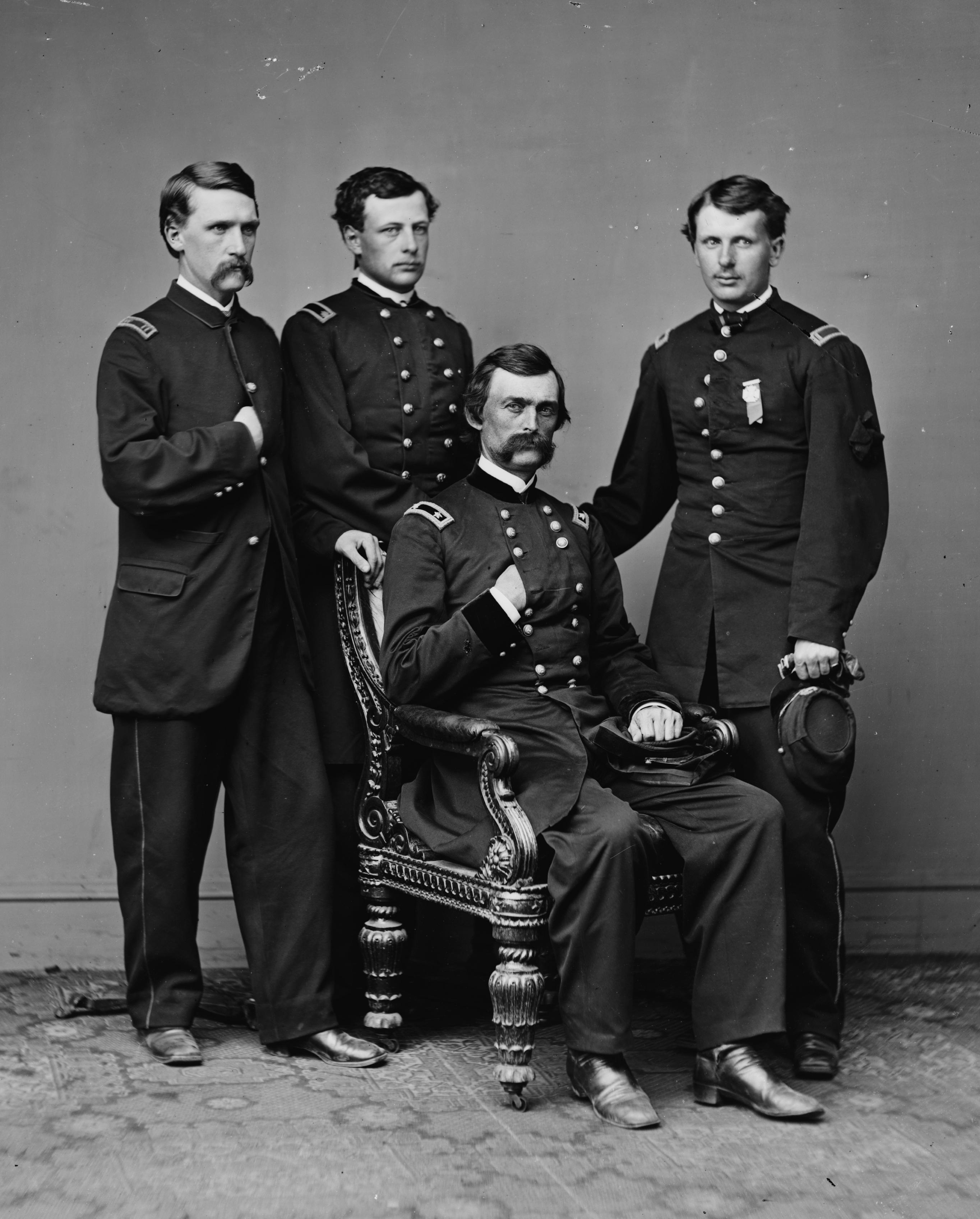
グリフィン将軍（中央着席）と参謀たち

フレデリックスバーグの戦いとチャンセラーズヴィルの戦いでは第5軍団の師団長を任された。その後に病気となり、師団長職を部下に譲った。ゲティスバーグ方面作戦の初期段階では師団を率いることはなかった。ゲティスバーグの戦いが終わりに近づいたときに現場に復帰し、隊員から広く祝されることになった。この1863年の残りはマイン・ランの戦いを含め師団を率いた。1864年、ポトマック軍が関わった主要な戦闘の大半に参戦した。オーバーランド方面作戦やピーターズバーグ包囲戦などだった。同年12月12日、エイブラハム・リンカーン大統領がグリフィンを志願兵の名誉少将に指名し、それを8月1日付とした。アメリカ合衆国上院がその指名を1865年2月14日に確認した。
グリフィンは最後の作戦となった1865年のアポマトックス方面作戦では第5軍団長となり、このときロバート・E・リー将軍がアポマトックス・コートハウスで降伏した。8月、メイン地区軍長に任官され、メイン州ポートランドを作戦本部とした。
1865年7月12日、志願兵の少将に指名され、4月2日付とされた。7月17日、アンドリュー・ジョンソン大統領がグリフィンを正規兵の名誉少将に指名し、3月13日付とされた。これはファイブフォークスの戦いでの功績によるものとされ、アメリカ合衆国上院が7月23日に確認した。

## 戦後
戦後、グリフィンは正規軍の大佐の位に戻され、アメリカ第35歩兵連隊を指揮した。短期間はメイン軍管区を指揮し、その後、西のテキサス州ガルベストンに転属となった。1867年、フィリップ・シェリダンの下で解放奴隷局のコミッショナー補を務めた。
グリフィンは政治的な問題に関わるようになり、1867年春にはレコンストラクション法の下で黒人も白人も有権者として登録した。陪審員を選別するときには、厳格に鉄壁の忠誠の誓いを強制した（民衆にアメリカ連合国には二度と仕えないことを公的に誓わせること）。指名された州知事のジェイムズ・W・スロックモートンの働きに満足せず、シェリダン将軍を説得してスロックモートンを辞職させ、その後任に地元共和党員で忠実な連邦支持者であるエリシャ・M・ピースを据えた。グリフィンとピースはその地位の権限を使い、戦前に州の役人となり、アメリカ連合国を支持した民主党員を外し、その後釜に他の連邦支持者を据えた。
グリフィンはシェリダンに代わって第5軍事地区指揮官を任され、ニューオーリンズに出頭するよう命じられた。しかし、ルイジアナ州でその新しい本部を出立する前に、テキサス州南東部で流行っていた疫病の黄熱病で死んだ。グリフィンはワシントンD.C.オークヒル墓地に埋葬されている。
テキサス州のフロンティアにあったグリフィン砦は、グリフィンの栄誉を称えて名付けられた。